# Kazimierz Papara
Kazimierz Budzisz-Papara herbu Paparona (ur. 9 czerwca 1890 w Stroniatynie, zm. 29 marca 1975 w Lublinie) – rotmistrz rezerwy Wojska Polskiego II RP, działacz rolniczy i bankowy, kawaler Orderu Virtuti Militari.

## Życiorys
Kazimierz Budzisz-Papara herbu Paparona urodził się 9 czerwca 1890 w Stroniatynie, w rodzinie Ignacego i Marii z Waygartów. W 1908 ukończył ze stopniem celującym VIII klasę i zdał z odznaczeniem egzamin dojrzałości w Zakładzie Naukowo-Wychowawczy Ojców Jezuitów w Bąkowicach pod Chyrowem (w jego klasie byli m.in. Aleksander Birkenmajer, Leon Koppens, Stanisław Łoś). Ukończył studia na Wydziale Prawa Uniwersytetu Lwowskiego, uzyskując tytuł doktora praw, a także studia na Akademii Handlowej w Wiedniu.
Po wybuchu I wojny światowej od 1914 służył w szeregach c. i k. armii. Na stopień podporucznika został mianowany ze starszeństwem z 1 sierpnia 1916 w korpusie oficerów rezerwy kawalerii. Jego oddziałem macierzystym był 13 Galicyjski Pułk Ułanów.
Po zakończeniu wojny, jako były oficer armii austriackiej został przyjęty do Wojska Polskiego i zatwierdzony w stopniu porucznika doktora. W Wojsku Polskim służył w szeregach 16 Pułku Ułanów. Podczas wojny polsko-ukraińskiej został internowany w Jazłowcu. Od 1 czerwca 1919 był dowódcą 3 szwadronu w tym pułku. Za swoje czyny w wojnie polsko-bolszewickiej otrzymał Order Virtuti Militari. Był oficerem 16 Pułku Ułanów do 1921. Został awansowany na stopień rotmistrza rezerwy ze starszeństwem z dniem 1 czerwca 1919. W latach 20. był oficerem rezerwowym 16 Pułk Ułanów Wielkopolskich w Poznaniu. W 1934 jako rezerwy był przydzielony do Oficerskiej Kadry Okręgowej nr VI jako oficer po ukończeniu 40. roku życia i pozostawał wówczas w ewidencji Powiatowej Komendy Uzupełnień Lwów Miasto.
W 1925 był radnym sejmiku powiatu lwowskiego. W okresie II Rzeczypospolitej działał w izbach rolniczych oraz w bankach. W grudniu 1927 został wybrany członkiem Okręgowej Komisji Wyborczej nr 51 we Lwowie. 8 czerwca 1928 został wybrany członkiem komisji rewizyjnej przyszłego Oddziału Lwowskiego Małopolskiego Towarzystwa Rolniczego, przyłączonego z dotychczasowego Towarzystwa Gospodarskiego Małopolski Wschodniej z siedzibą we Lwowie do MTR z siedzibą w Krakowie. W latach 30. był członkiem zarządu Oddziału Lwowskiego MTR. Członek Rady Głównej Towarzystwa Rozwoju Ziem Wschodnich (dokooptowany w 1937 roku). W 1937 otrzymał tytuł członka honorowego Małopolskiego Towarzystwa Rolniczego Oddziału we Lwowie. Był wiceprezesem Związku Izb i Organizacji Rolniczych RP, w listopadzie 1936 objął funkcję prezesa, zastępując Kajetana Morawskiego, był wybierany członkiem zarządu, 30 listopada 1935, 31 maja 1938. 18 lutego 1937 został wybrany członkiem rady Banku Polskiego. 17 marca 1937 został powołany do rady Banku Akceptacyjnego. W latach 30. był działaczem koła województw południowo-wschodnich Polskiego Związku Posiadaczy Sadów. Do 1939 był prezesem Lwowskiej Izby Rolniczej (działającej przy placu Mariackim 7), wiceprezesem prezydium giełdy zbożowo-towarowej we Lwowie (prezesem był Paweł Csala), a także zasiadał w radzie nadzorczej Państwowego Banku Rolnego w Warszawie oraz w radzie nadzorczej Towarzystwa Kredytowego Ziemskiego. Był współwłaścicielem majątku Podliski Małe (powierzchnia: 853 ha), gdzie zamieszkiwał, a także dzierżawcą majątku Wołków (powierzchnia: 165 ha).
Po wybuchu II wojny światowej opuścił Lwów. W trakcie okupacji był administratorem majątku na obszarze powiatu lubartowskiego. Po 1944 był delegatem Państwowego Monopolu Spirytusowego w Lublinie. Od maja 1946 był pracownikiem Państwowych Nieruchomości Ziemskich, na stanowisku inspektora głównego Zarządu Centralnego, a od 1 października 1948 na stanowisku inspektora w Dziale Przemysłu Rolnego ZC. W 1949 został aresztowany. W 1950 był sądzony w procesie kierownictwa PNZ pod zarzutami szpiegostwa i próby obalenia ustroju Polski Ludowej. Został skazany przez sąd na karę dożywotniego pozbawienia wolności. W 1956 został zrehabilitowany. Po opuszczeniu zakładu karnego i odzyskaniu wolności był zatrudniony w Bibliotece Uniwersyteckiej Katolickiego Uniwersytetu Lubelskiego. Zmarł 29 marca 1975 w Lublinie.
Był żonaty z Marią z Pomianowskich, z którą miał córkę Marię (ur. 1931).

## Ordery i odznaczenia
- Krzyż Srebrny Orderu Virtuti Militari nr 3347[5] – 30 czerwca 1921[39][3]
- Krzyż Walecznych nr 30498 – 7 kwietnia 1921[5][3]
- Złoty Krzyż Zasługi po raz pierwszy – 9 listopada 1931 „za zasługi na polu podniesienia rolnictwa”[40]
- Złoty Krzyż Zasługi po raz trzeci – 15 czerwca 1939 „za zasługi na polu podniesienia hodowli koni”[41]
- Srebrny Medal Waleczności 1 klasy (Austro-Węgry)[7]
- Krzyż Wojskowy Karola (Austro-Węgry)[7]